# Joseph Medill Patterson

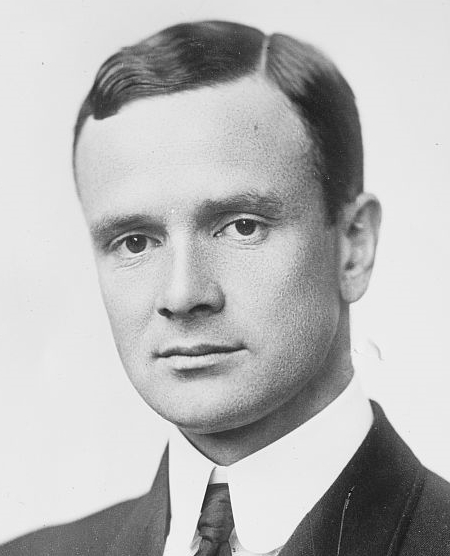
Joseph Medill Patterson

Joseph Medill Patterson (* 6. Januar 1879 in Chicago, Illinois; † 26. Mai 1946 in New York City, New York) war ein US-amerikanischer Journalist und Zeitungsverleger.

## Leben und Werk
Seine Journalistenkarriere begann der aus einer Verlegerfamilie stammende Patterson bei der Chicago Tribune, die von seinem Großvater mütterlicherseits Joseph Medill gegründet wurde und von diesem an dessen Schwiegersohn übertragen wurde. Nach Unstimmigkeiten zog er sich zurück und schrieb unter anderem zwei Romane, kehrte aber nach dem Tod seines Vaters im Jahr 1910 zur Chicago Tribune zurück. Während des Ersten Weltkriegs war er zunächst Kriegsberichterstatter, wurde jedoch nach dem Kriegseintritt der Vereinigten Staaten Soldat und war zuletzt Captain einer Feldartillerieeinheit. Nachdem er während des Krieges in England kleinformatige Tageszeitungen kennengelernt hatte, gründete Patterson nach dem Krieg die New York Daily News, die am 26. Juni 1919 zum ersten Mal erschien und die erste erfolgreiche kleinformatige Tageszeitung in den Vereinigten Staaten war, und war ihr Herausgeber. Die Mitherausgeberschaft der Chicago Tribune, die Patterson seit 1914 innehatte, beendete er im Jahr 1925.
Im Rahmen seiner verlegerischen Tätigkeiten initiierte und beeinflusste Patterson diverse Comics, die als daily strip in seinen Zeitungen veröffentlicht wurden. So veranlasste er im Jahr 1917 Sidney Smith, die Serie The Gumps zu beginnen. Frank O. Kings Gasoline Alley, das als Karikaturenreihe auf der Sonntagsseite der Chicago Tribune begann, wurde auf Pattersons Geheiß hin zu einem daily strip ausgebaut. Im Jahr 1923 wurde Frank Willard von Patterson beauftragt, eine Serie für Chicago Tribune und New York Daily News zu erstellen. Das Ergebnis war die Serie Moon Mullins, die von 1923 bis 1991 erschien. Ein Jahr später setzte Patterson durch, dass die von Harold Gray gezeichnete Serie Little Orphan Annie eine weibliche Titelfigur bekam. Nachdem Patterson auf Milton Caniffs Dickie Dare aufmerksam wurde, bot er Caniff an, für seine Zeitungen eine neue Serie zu erstellen, die den Titel Terry and the Pirates erhielt.
Patterson, der den Pulitzer-Preis gewonnen hatte, wurde auf dem Arlington National Cemetery beigesetzt. Er war zweimal verheiratet. Seine erste, im Jahr 1902 mit Alice Higinbotham geschlossene Ehe, wurde 1938 geschieden. Die im selben Jahr geschlossene zweite Ehe mit Mary King hielt bis zu seinem Tod. Aus seiner ersten Ehe stammen drei Töchter und ein Adoptivsohn.

## Veröffentlichungen (Auswahl)
- Hrsg.: Socialist campaign book. National headquarters Socialist party, Chicago 1908.
- The notebook of a neutral. Duffield & company, New York 1916 (Digitalisat).